# Durango (Colorado)
Durango (Navajo Kinłání) ist eine Stadt im US-Bundesstaat Colorado, USA. Mit 19.223 Einwohnern (Stand 2021) ist die Home Rule Municipality Durango im La Plata County die einwohnerreichste Siedlung und auch dessen County Seat.
Touristische Anziehungspunkte sind die nahegelegenen Skigebiete, eine historische Eisenbahn, die zwischen Silverton und Durango pendelt, sowie der 36 Meilen (knapp 60 km) entfernt liegende Mesa-Verde-Nationalpark. Durango ist außerdem beliebter Ausgangspunkt für die Jagd im Umland sowie bekannt für exzellentes Fliegenfischen im Animas River und San Juan River. Diese Flüsse sind auch bei Kajak- und Kanufahrern beliebt.
Der regionale Flughafen Durango-La Plata County wird unter anderem von Delta Air Lines, Lynx Aviation (Frontier Airlines), United Express (United Airlines) und US Airways angeflogen.

## Geschichte

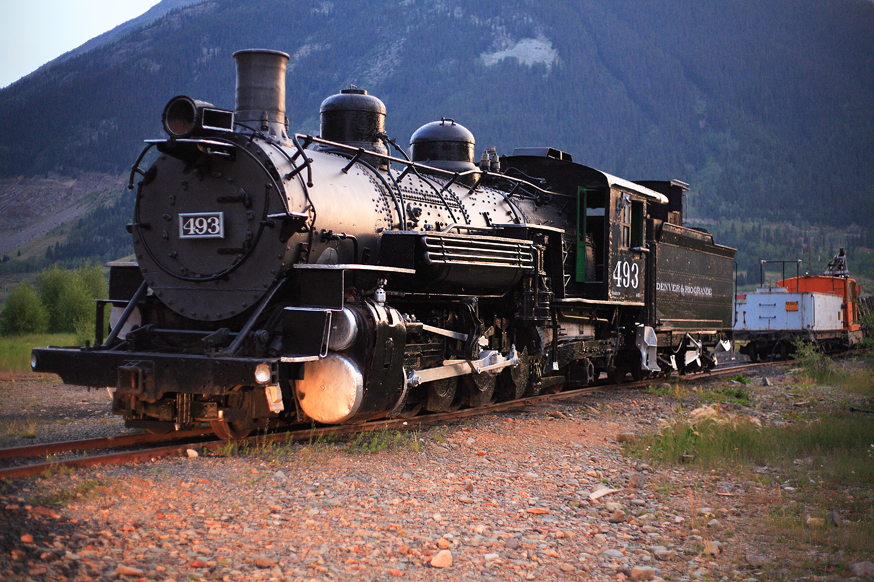
Durango and Silverton Narrow Gauge Railroad

Die Stadt wurde im September 1880 durch die Eisenbahngesellschaft Denver and Rio Grande Western Railroad errichtet, um den San-Juan-Bergbaudistrikt zu versorgen. Sie wurde nach der spanischen Stadt Durango benannt. Das Wort Durango leitet sich vom baskischen Wort Urango ab und bedeutet so viel wie Wasserstadt.
Die offizielle Stadtgründung erfolgte am 27. April 1881.
Die Durango and Silverton Narrow Gauge Railroad ist eine Museumseisenbahn, die Durango mit der historischen Bergbaustadt Silverton verbindet. Auf der Strecke verkehren Dampflokomotiven und das rollende Material stammt aus den 1920er Jahren bzw. ist teilweise noch älter. Sie ist seit 1961 eine National Historic Landmark und in das National Register of Historic Places eingetragen.
1990 fanden in Durango die ersten Mountainbike-Weltmeisterschaften statt.
1992 fand in Durango die USA-Schachmeisterschaft statt. Sieger war der US-Schachspieler Patrick Wolff.

## Geographie
Durangos geographische Koordinaten sind 37° 17′ N, 107° 53′ W. Der Ort liegt in einer Höhe von 1988 m. Nach den Angaben des United States Census Bureaus hat die Stadt eine Fläche von 17,7 km², wovon 17,67 km² auf Land entfallen.
Durango liegt im Tal des Animas Rivers und ist von den San Juan Mountains umgeben. Die Stadt liegt an den Fernstraßen U.S. Highway 160 (dem Old Spanish Trail) und U.S. Highway 550 erreicht. U.S. 550 ist eine nur teilweise autobahnähnliche Straßenverbindung nach Albuquerque und trägt nördlich von Durango den Spitznamen Million Dollar Highway.

## Bildung
Das Fort Lewis College liegt auf einem etwa 150 Meter hohen Felsen und überragt das Zentrum der Stadt. Das Pueblo Community College kommunales College am Camino del Rio. Das etwa 70 km entfernt außerhalb von Cortez, Colorado gelegene San Juan Technical College ermöglicht die EMT-Prüfungen in Durango.

## Lokalpresse
In Durango gibt es die Tageszeitung The Durango Herald und die Wochenzeitung The Durango Telegraph.

## Demographie
Zum Zeitpunkt des United States Census 2000 bewohnten 13.922 Personen die Stadt. Die Bevölkerungsdichte betrug 792,8 Personen pro km². Es gab 5819 Wohneinheiten, durchschnittlich 331,4 pro km². Die Bevölkerung Durangos bestand zu 86,84 % aus Weißen, 0,50 % Schwarzen oder African American, 5,51 % Native American, 0,74 % Asian, 0,11 % Pacific Islander, 4,12 % gaben an, anderen Rassen anzugehören und 2,17 % nannten zwei oder mehr Rassen. 10,31 % der Bevölkerung erklärten, Hispanos oder Latinos jeglicher Rasse zu sein.
Die Bewohner Durangos verteilten sich auf 5492 Haushalte, von denen in 22,4 % Kinder unter 18 Jahren lebten. 34,2 % der Haushalte stellten Verheiratete, 9,4 % hatten einen weiblichen Haushaltsvorstand ohne Ehemann und 52,6 % bildeten keine Familien. 31,8 % der Haushalte bestanden aus Einzelpersonen und in 9,0 % aller Haushalte lebte jemand im Alter von 65 Jahren oder mehr alleine. Die durchschnittliche Haushaltsgröße betrug 2,23 und die durchschnittliche Familiengröße 2,83 Personen.
Die Stadtbevölkerung verteilte sich auf 16,6 % Minderjährige, 26,1 % 18–24-Jährige, 27,2 % 25–44-Jährige, 19,4 % 45–64-Jährige und 10,7 % im Alter von 65 Jahren oder mehr. Das Durchschnittsalter betrug 29 Jahre. Auf jeweils 100 Frauen entfielen 104,1 Männer. Bei den über 18-Jährigen entfielen auf 100 Frauen 103,8 Männer.
Das mittlere Haushaltseinkommen in Durango betrug 34.892 US-Dollar und das mittlere Familieneinkommen 50.814 US-Dollar. Das Durchschnittseinkommen der Männer betrug 31.812 US-Dollar gegenüber 25.022 US-Dollar bei den Frauen. Das Pro-Kopf-Einkommen in Durango war 19.352 US-Dollar. 17,2 % der Bevölkerung und 7,3 % der Familien hatten ein Einkommen unterhalb der Armutsgrenze, davon waren 11,2 % der Minderjährigen und 8,9 % der Altersgruppe 65 Jahre und mehr betroffen.

## Söhne und Töchter der Stadt
- Tom Tully (1908–1982), Schauspieler
- Stuart Roosa (1933–1994), Astronaut
- Ronny Yeager (* 1952), Skilangläufer
- Clark Matis (* 1946), Skilangläufer
- Shonny Vanlandingham (* 1969), Triathletin
- Myles Rockwell (* 1972), Radsportler
- Devon Gummersall (* 1978), Schauspieler
- Carmen Small (* 1980), Radrennfahrerin
- Lanny Barnes (* 1982), Biathletin
- Laura Thweatt (* 1988), Langstrecken- und Crossläuferin
- Sepp Kuss (* 1994), Radrennfahrer[2]
- Quinn Simmons (* 2001), Radrennfahrer
- Riley Amos (* 2002), Radrennfahrer
- Colby Simmons (* 2003), Radrennfahrer

## Partnerstädte
Durangos Partnerstädte sind:
- Victoria de Durango, Mexiko
- Durango, Spanien